# Molinaat
Molinaat is een herbicide, dat behoort tot de thiocarbamaten. Het wordt vooral gebruikt bij de rijstteelt. Het is een selectief, systemisch herbicide dat door de wortels wordt opgenomen en naar de bladeren getransporteerd.
Molinaat is sedert 1964 op de markt, en wordt door verschillende producenten verkocht. Merknamen zijn onder meer:
- Ordram (oorspronkelijk van Stauffer, nu Syngenta)
- Sakkimol (Chemolimpex)
- Higalnate (Hightex)

In 2003 maakte Syngenta bekend dat het Ordram tegen 2008 uit de Amerikaanse markt zou nemen.

## Regelgeving
Molinaat is door de Europese Commissie opgenomen in Bijlage I (stoffen die in de EU-lidstaten kunnen toegelaten worden) bij de "pesticidenrichtlijn" (Richtlijn 91/414/EEG). In België of Nederland zijn er geen middelen met molinaat erkend, maar wel in onder andere Frankrijk en Spanje.

## Toxicologie en veiligheid
De acute toxiciteit van molinaat bij de rat is matig hoog, evenals bij vogels, vissen, ongewervelde waterdieren en algen. Het is hydrolytisch stabiel in water (de halveringstijd bedraagt meer dan 1 jaar).
Bij dierproeven is gebleken dat de stof mogelijk kankerverwekkend kan zijn bij de mens, en mogelijk een gevaar voor beschadiging van het ongeboren kind vormt. De Wereldgezondheidsorganisatie heeft molinaat ingedeeld in klasse II, matig gevaarlijke pesticides.